# Franco Ricci
Pour les articles homonymes, voir Ricci.
Franco Ricci, nom de scène de Salvatore Sebastiano, né le 18 février 1916 à Naples et mort le 18 mars 1997 dans la même ville, est un chanteur et acteur italien.

## Biographie
Franco Ricci est né dans le quartier Sanità de Naples dans une famille d'industriels. Après ses études secondaires, il s'inscrit au Conservatoire San Pietro a Majella de Naples, où en 1940 il obtient un diplôme en chant lyrique.
Après la Seconde Guerre mondiale, il change de voie et choisit la musique légère. Dans les années 1950, il participe à plusieurs reprises à la Festa di Piedigrotta avec des chansons napolitaines comme Giuramento (1953),  Pasquale militare (1953) et  Arri arri cavalluccio (1956).
Pendant la même période, il participe au Festival de la chanson napolitaine, remportant la première édition en 1952 avec Desiderio 'e sole en duo avec Nilla Pizzi.
En 1954, il est retenu comme « premier chanteur napolitain » pour participer au Festival de Sanremo, se plaçant 3e avec  ...e la barca tornò sola.
En plus d'interprète, il est aussi compositeur de morceaux comme Stelletella (1953) et Femmena 'e lusso (1957).
En tant qu'acteur, il a tourné dans des films comme La rossa de Luigi Capuano avec Virna Lisi (1955), Parfum de femme de Dino Risi avec Vittorio Gassman (1974) parmi tant d'autres.
Franco Ricci se retire da la scène dans les années 1980.

## Filmographie partielle
- 1953 : Dieci canzoni d'amore da salvare de Flavio Calzavara
- 1955 : La rossa (it) de Luigi Capuano
- 1959 : Cerasella de Raffaello Matarazzo
- 1969 : Sedia elettrica de Demofilo Fidani
- 1969 : Quatre pour Sartana (...e vennero in quattro per uccidere Sartana!) de Demofilo Fidani
- 1969 : Yellow - Le cugine de Gianfranco Baldanello
- 1970 : Armida, il dramma di una sposa (it) de Bruno Mattei
- 1972 : Scansati... a Trinità arriva Eldorado de Joe D'Amato
- 1973 : La legge della Camorra de Demofilo Fidani
- 1974 : Parfum de femme de Dino Risi